# Rich Flu
Rich Flu (castellà: La fiebre de los ricos) és una pel·lícula espanyola del 2024 escrita, dirigida i produïda per Galder Gaztelu-Urrutia. És protagonitzada per Mary Elizabeth Winstead, Rafe Spall, Lorraine Bracco, Jonah Hauer-King i Timothy Spall. Es va estrenar al LVII Festival Internacional de Cinema Fantàstic de Catalunya el 6 d'octubre de 2024.

## Argument
Una malaltia s'apunta a les persones més riques de la Terra, començant pels multimilionaris, després milionaris, etc., fent que la gent regali els seus actius per evitar la mort. L'argument de la pel·lícula coincideix amb el de la novel·la "Antidistòpia" publicada l'any 2020.

## Repartiment
- Mary Elizabeth Winstead com a Laura[2]
- Rafe Spall com a Toni
- Lorraine Bracco com a Martha
- Dixie Egerickx com a Anna
- Timothy Spall com a Sebastian Snail Sr.
- Jonah Hauer-King com a Sebastian Snail Jr.
- César Domboy com a cristià
- Dayana Esebe com Yoleen
- Richard Sammel com a Von Willebrand
- Philip Schurer

## Producció
El febrer de 2022, la pel·lícula es va anunciar a l'European Film Market, amb Rosamund Pike a bord com a protagonista A l'abril, Sierra/Affinity va tancar acords amb diversos distribuïdors internacionals, i el maig, Daniel Brühl i Macaulay Culkin es va unir al repartiment. La producció va començar el novembre de 2022, amb actors vists al plató. El febrer de 2023, el repartiment oficial es va anunciar a EFM, revelant que Pike, Brühl i Culkin havien abandonat a causa de conflictes de programació. El rodatge va tenir lloc a Barcelona, Fuerteventura i Senegal. In April 2024, cast member Jonah Hauer-King said he had recently completed ADR sessions for the film.

## Llançament
La pel·lícula es va projectar per als distribuïdors, però no per al públic en general, al Scotiabank Theatre Toronto com a part del programa Industry Selects del Festival Internacional de Cinema de Toronto el 6 de setembre de 2024. Es va estrenar al LVII Festival Internacional de Cinema Fantàstic de Catalunya el 6 d'octubre de 2024.. La pel·lícula va ser estrenada a les sales de cinema per Filmax a Espanya el 24 de gener de 2025.

## Recepció
Javier Ocaña d'El País ha valorat que Gaztelu-Urrutia i els coguionistes aconsegueixen tirar endavant una primera hora "atractiu pel que fa a la trama, ben dialogada i amb un ritme dramàtic notable", però la pel·lícula es dilueix a la segona meitat.